# Skyward
Skyward est un magazine inflight mensuel édité par la compagnie aérienne japonaise Japan Airlines pour être distribué gratuitement à bord de ses avions de ligne pendant leurs vols passagers.